# Russula cremoricolor
Russula cremoricolor é um fungo que pertence ao gênero de cogumelos Russula na ordem Russulales.